# (385447) 2003 QF113
(385447) 2003 QF113, também escrito como (385447) 2003 QF113, é um objeto transnetuniano que está localizado no cinturão de Kuiper, uma região do Sistema Solar. Este objeto é classificado com um cubewano. Ele possui uma magnitude absoluta de 6,6 e tem um diâmetro estimado com cerca de 211 km.

## Descoberta
2002 PP153 foi descoberto no dia 25 de agosto de 2003 pelo astrônomo Marc W. Buie.

## Órbita
A órbita de 2002 PP153 tem uma excentricidade de 0,025 e possui um semieixo maior de 43,646 UA. O seu periélio leva o mesmo a uma distância de 42,543 UA em relação ao Sol e seu afélio a 44,750 UA.